# Northrop YB-49
O Northrop YB-49 foi um protótipo de um bombardeiro pesado do tipo asa voadora desenvolvido pela Northrop para a Força Aérea Americana pouco depois da Segunda Guerra Mundial.